# Bidean nam Bian
Bidean nam Bian (wymowa gaelicka: [ˈpitʲan nəm ˈpian]) – szczyt w Szkocji, w regionie Argyll.
Leży w paśmie Glencoe, w Grampianach Zachodnich.  Wznosi się w trójwierzchołkowym masywie, dominującym od południa nad doliną Glen Coe.